# Ceratomyxa parva
Ceratomyxa parva is een microscopische parasiet uit de familie Ceratomyxidae. Ceratomyxa parva werd in 1895 beschreven door Thélohan. 